# Atentado de Londres de 2019
El domingo 29 de noviembre de 2019, poco antes de las dos de la tarde (hora local), Usman Khan, un joven británico de 28 años y de origen paquistaní, apuñaló a cinco personas en el puente de Londres, hiriendo a tres y matando a otras dos. Poco después de producirse el suceso, la policía consiguió abatir a Khan, calificando el acto como un atentado terrorista. Portaba una pulsera electrónica y un cinturón bomba falso cuando llevó a cabo el ataque. Khan había sido liberado de prisión en 2018 bajo licencia después de cumplir una condena de ocho años por delitos terroristas.
El atacante asistía a una conferencia de rehabilitación de delincuentes en Fishmongers Hall cuando amenazó con detonar lo que resultaría ser un falso cinturón bomba y comenzó a atacar a las personas con dos cuchillos de cocina pegados a sus muñecas, matando a dos de los participantes de la conferencia. Varios asistentes se defendieron, incluyendo un chef del Fishmongers Hall con un colmillo de narval de 1,50 m que decoraba la pared, mientras Khan huía del edificio y salía al lado norte del Puente de Londres. Varias personas resultaron heridas antes de que miembros del público y un oficial de policía vestido de civil, sujetaran y desarmaran al agresor. Uno de ellos lo hizo retroceder rociándole con un extintor de incendios. Oficiales de policía armados llegaron cuando estaba siendo sujetado en el suelo por otro de los asistentes a la conferencia, un asesino convicto, a quien alejaron para asegurar el tiro, siendo disparado dos veces por uno de los oficiales.
Tanto el primer ministro británico Boris Johnson como el alcalde de Londres Sadiq Khan elogiaron la valentía de los servicios de emergencia y los miembros del público que sometieron al atacante.

## Antecedentes
El 29 de noviembre de 2019 se celebró una conferencia sobre rehabilitación de delincuentes en Fishmongers Hall, en el extremo norte del puente de Londres, para celebrar el quinto aniversario del programa Learning Together. La conferencia estaba dirigida por el Instituto de Criminología de Cambridge para ayudar a los delincuentes a reintegrarse en la sociedad luego de su liberación de la prisión. El programa fue establecido en 2014 por las académicas de la Universidad de Cambridge, Ruth Armstrong y Amy Ludlow, de la Facultad de Derecho y el Instituto de Criminología para reunir presidiarios y universitarios "para estudiar juntos en forma inclusiva y transformadora comunidades de aprendizaje", y permitirles trabajar juntos.
Todos los participantes en el programa fueron invitados a la conferencia y, aunque se les prohibió ingresar a Londres bajo los términos de su liberación, el expresidiario Usman Khan recibió una exención de un día para asistir.

## Ataque
El atacante fue reconocido e identificado como Usman Khan, ciudadano británico de 28 años de ascendencia paquistaní natural de Stoke-on-Trent. Sus padres eran inmigrantes cachemires. Khan parece haber salido de la escuela sin calificaciones después de pasar parte de su adolescencia en Pakistán. Era conocido por la policía por sus vínculos con grupos extremistas islamistas. Había sido liberado tempranamente, lo que recibió algunas críticas, de la licencia de prisión en diciembre de 2018 luego de una condena en 2012 por delitos de terrorismo, incluido un complot para hacer estallar la Bolsa de Londres, y llevaba una pulsera electrónica de seguimiento.
Khan había formado parte de un complot, inspirado por Al-Qaeda, para establecer un campamento de entrenamiento terrorista en la tierra natal de su familia, en Cachemira, y hacer estallar artefactos explosivos en la Bolsa de Londres. El complot fue rápidamente interrumpido por el MI5 y la policía, como parte de la Operación Guava del MI5 (Operación policial Norbury), y Khan recibió una sentencia indeterminada. De los nueve hombres involucrados, Khan era el más joven, con 19 años, y según el señor Justice Wilkie, Khan y otros dos eran "yihadistas más serios" que los demás. En 2013, su sentencia fue revisada después de una apelación, y se le ordenó cumplir al menos ocho años de su nueva sentencia de dieciséis años, con una licencia extendida de cinco años que le permite volver a prisión.
Según fuentes periodísticas no contrastadas y refutadas en otros medios, Khan fue confidente del Al-Muhajirun, el grupo liderado por Anjem Choudary que había sido denominado "el grupo extremista más prolífico y peligroso de Gran Bretaña". Se informó que estuvo inspirado por Al-Qaeda desde 2012 hasta los momentos previos al atentado. Khan había participado previamente en el programa Learning Together.

## Víctimas
Hubo tres muertos, incluyendo al asesino, y tres heridos. Tanto los muertos como uno de los heridos, formaban parte del evento de celebración del quinto aniversario del programa Learning Together para la rehabilitación de presidiarios de la Universidad de Cambridge; el asesino siendo alumno y las víctimas formando parte de la plantilla del programa. Murieron a puñaladas Jack Merritt, licenciado en Derecho y Criminología, de 25 años, coordinador de cursos de Learning Together, y Saskia Jones, de 23 años, exalumna de la universidad de Cambridge. Otras dos mujeres resultaron heridas así como el chef que empuñó el colmillo de narval, también apuñalado pero menos gravemente.